# August Geringer
August Geringer (3. srpna 1842 Březnice — 1. dubna 1930 Chicago, USA) byl česko-americký tiskař, nakladatel a knihkupec, působící ve Spojených státech amerických. Od roku 1869 provozoval své nakladatelství a knihkupectví v Chicagu, kde vydával knihy a tiskoviny především v češtině. Účastnil se veřejného života početné českoamerické komunity (např. místní Sokol) a byl oceňován jako úspěšný podnikatel, vlastenec a filantrop.

## Život

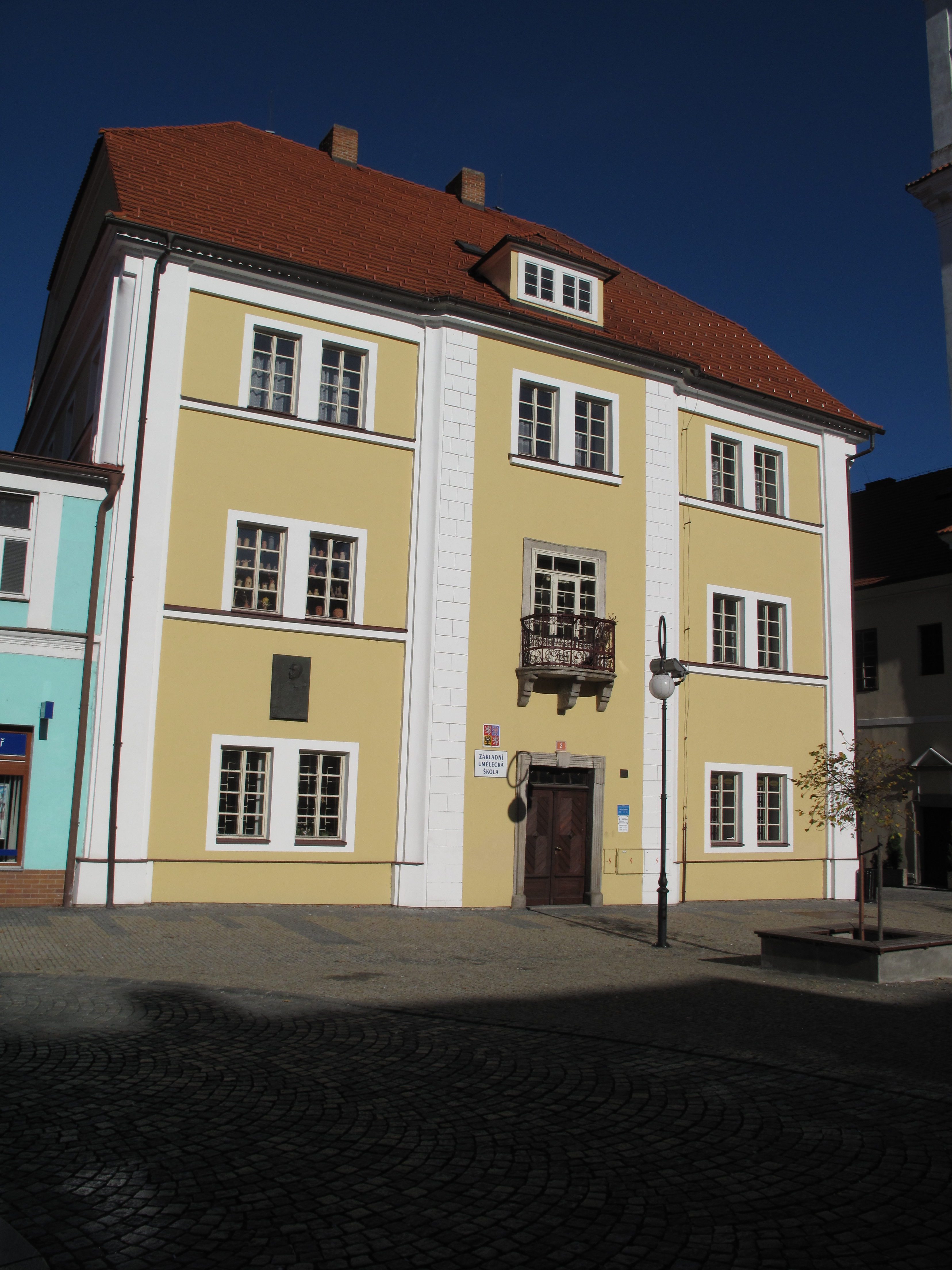
Budova školy na náměstí v Březnici, rodný dům Augusta Geringera

### Mládí
Narodil se v domě Hlavní školy č. 2 na březnickém náměstí do rodiny učitele Václava Geringera a jeho ženy Amálie. Měl 10 sourozenců. Od svého otce se naučil vázat knihy a následně odešel vyučit se ke svému strýci do Vídně, který zde vyráběl kožená fotoalba. Roku 1862 se vrátil do Březnice, krátce působil v okolí jako učitel. Roku 1869 se v Lašovicích oženil s Antonií Kolářovou.

### Ve Spojených státech
Geringer využil poptávky početné české komunity v Americe po knihách v češtině a nedlouho po svatbě odcestoval v červnu roku 1869 se svou manželkou, dvěma švagry a švagrovou do USA. S sebou přivezli náklad 17 000 svazků českých knih, které zde Geringer úspěšně rozprodal, splatil náklady cesty, usadil se v Chicagu a založil zde knihtiskařskou dílnu. Ta zůstala, jako jedna ze tří ve městě, po velkém požáru Chicaga v roce 1871 nepoškozená, což Geringerovi poskytlo značnou konkurenční výhodu.
Jeho rozvíjející se vydavatelství A. Geringer se zaměřovalo na vydávání rozličných druhů knih a tiskovin, především v češtině: románové a dětské knihy, kalendáře, historické tituly. Byl vydavatelem řady českých krajanských periodik: deníku Svornost a týdeníku Amerikán, které mimo jiné pravidelně informovaly o dění v zemích Koruny české, také obrázkového humoristického časopisu Rarášek a nedělních novin Duch času.
Od roku 1876 úspěšně provozoval také obchod s papírovými tapetami.

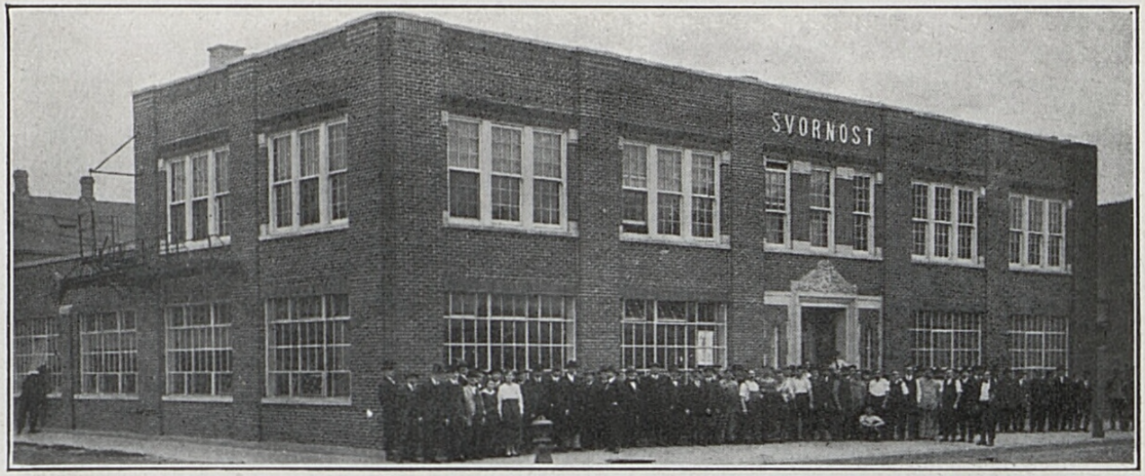
Redakce deníku Svornost v Chicagu (cca 1920)

### Českoamerická komunita
August Geringer se stal význačnou postavou české komunity ve Spojených státech, byl členem řady chicagských spolků, představitel tamějšího Sokola, z vlastního přispění zřídil sirotčinec, spolupodílel se též na zřízení Českonárodního hřbitova. Roku 1895 odcestoval na několik měsíců do Čech, kde navštívil Národopisnou výstavu českoslovanskou, a také rodnou Březnici.
V období první světové války podporovaly listy vydávané Geringerovým vydavatelstvím myšlenku T. G. Masaryka o československém státu nezávislém na Rakousku-Uhersku.

### Úmrtí
August Geringer zemřel 1. dubna 1930 v Chicagu ve věku 87 let a byl zde pohřben na Českém národním hřbitově. Dle jeho žádosti byl uspořádán skromný pohřeb, kterého se však zúčastnily tisíce lidí, zejména amerických Čechů a Slováků.

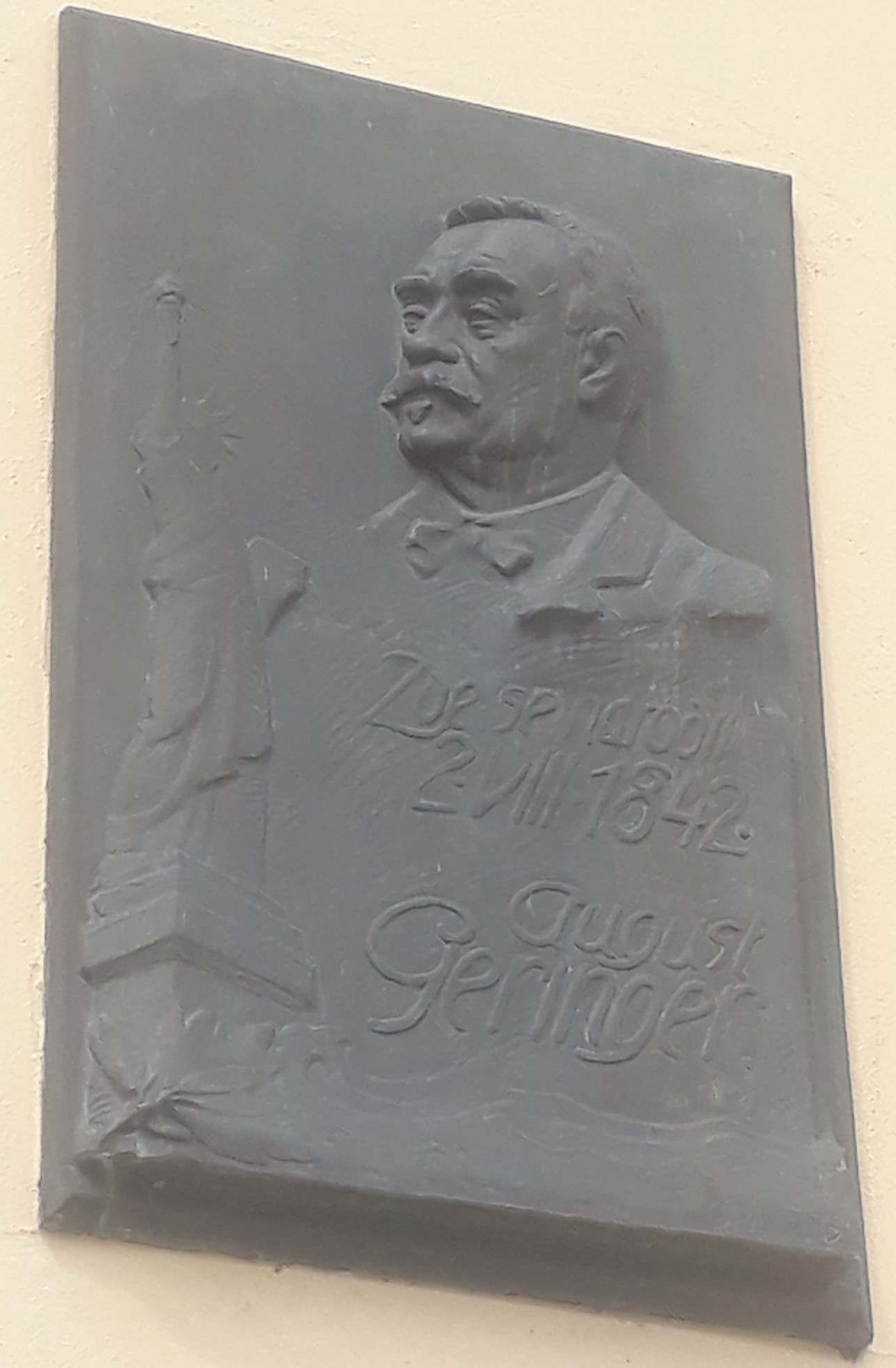
Pamětní deska Augusta Geringera na rodném domě

### Po smrti
Na rodném domě na náměstí v Březnici byla Geringerovi odhalena pamětní deska s plastickou podobiznou a motivem Sochy Svobody.